# Melipotis bimaculata
Melipotis bimaculata är en fjärilsart som beskrevs av Heinrich Benno Möschler. Melipotis bimaculata ingår i släktet Melipotis och familjen nattflyn. Inga underarter finns listade i Catalogue of Life.